# Feel Air
Feel Air es una aerolínea de bajo coste noruega que operará vuelos internacionales desde el Aeropuerto de Oslo Gardermoen en Noruega y el Aeropuerto de Estocolmo Arlanda en Suecia.
Comenzó su actividad comercial el 2 de octubre de 2009, y la aerolínea planea iniciar sus servicios en la segunda mitad de 2010 con aviones Airbus A330-200. Los vuelos serán tanto desde Oslo como de Estocolmo al Aeropuerto Internacional John F. Kennedy en Nueva York, Estados Unidos y al Aeropuerto Suvarnabhumi en Bangkok, Tailandia. La aerolínea planea tener 160 empleados en sus inicios y un capital de 240 millones de coronas noruegas (42,1 millones de dólares). La compañía ha dicho que ofertará sus billetes a mitad de precio que las aerolíneas de red. Esto es debido en parte a la utilización del avión 16,7 horas/día y a una programación flexible. La compañía está dirigida por Kai Holmberg y Otto Lagarhus. La compañía tiene su base en Ramstad en Bærum, Noruega. Se ha pronosticado un EBITA de 48 millones de NOK para el próximo año sobre la base de un beneficio de 0,05 dólares por asiento, una ocupación que fluctúe entre el 49% al 76% y una utilización de cada aeronave de 16,7 horas por día.

## Flota
| Avión           | En servicio | Pedidos            | Plazas (Turista) | Rutas               | Notas |
| --------------- | ----------- | ------------------ | ---------------- | ------------------- | ----- |
| Airbus A330-200 | 0           | 2 (no confirmados) | 307 asientos     | Nueva York, Bangkok |       |

## Destinos
| Ciudad         | Códigos de aeropuerto | Códigos de aeropuerto | Nombre de aeropuerto                             | Avión utilizado | Notas            |
| Ciudad         | IATA                  | ICAO                  | Nombre de aeropuerto                             | Avión utilizado | Notas            |
| -------------- | --------------------- | --------------------- | ------------------------------------------------ | --------------- | ---------------- |
| Noruega        |                       |                       |                                                  |                 |                  |
| Oslo           | OSL                   | ENGM                  | Aeropuerto de Oslo Gardermoen                    | Airbus A330-200 | Hub              |
| Suecia         |                       |                       |                                                  |                 |                  |
| Estocolmo      | ARN                   | ESSA                  | Aeropuerto de Estocolmo Arlanda                  | Airbus A330-200 | Hub              |
| Tailandia      |                       |                       |                                                  |                 |                  |
| Bangkok        | BKK                   | VTBS                  | Aeropuerto Suvarnabhumi                          | Airbus A330-200 | Comienza en 2010 |
| Estados Unidos |                       |                       |                                                  |                 |                  |
| Nueva York     | JFK                   | KJFK                  | Aeropuerto Internacional John Fitzgerald Kennedy | Airbus A330-200 | Comienza en 2010 |